# Trädgrodor
Trädgrodor (Rhacophoridae) är en familj i ordningen stjärtlösa groddjur. Arterna i familjen är små eller medelstora och liknar lövgrodor.
Deras utbredningsområde ligger i tropiska Afrika samt i östra och sydöstra regioner av Asien.

## Kännetecken
Trädgrodor lever på träd och har på fingrarna och tårna häftande ämnen som hjälper vid klättring. De flesta arter har stora ögon med vågräta pupiller. Kroppsfärgen på ovansidan är oftast grön, brun, grå eller svart-vit. Ofta har extremiteternas insida en påfallande färg (till exempel gul) som ska förvirra fienden när grodan flyr.
Arterna av släktet har hudlappar mellan fingrarna och tårna så att de kan glida flera meter. En av de tidigaste forskarna som rapporterade observationer av flygande grodor var den brittiske forskaren Alfred Russel Wallace, som hemkommen från Sydostasien beskrev en art som svävat upp till 15m. (och bemöttes med stor skepsis) Arten fick namnet Wallaces flyggroda (Rhacophorus nigropalmatus).

## Taxonomi
Enligt Amphibian Species of the World delas familjen trädgrodor i två underfamiljer.
- Buergeriinae
  - Buergeria, 4 arter.
- Rhacophorinae
  - Beddomixalus, 1 art.
  - Chiromantis, 18 arter.
  - Feihyla, 5 arter.
  - Ghatixalus, 2 arter.
  - Gracixalus, 11 arter.
  - Kurixalus, 12 arter.
  - Liuixalus, 7 arter.
  - Mercurana, 1 art.
  - Nyctixalus, 3 arter.
  - Philautus, 52 arter.
  - Polypedates, 24 arter.
  - Pseudophilautus, 79 arter.
  - Raorchestes, 59 arter.
  - Rhacophorus, 88 arter.
  - Taruga, 3 arter.
  - Theloderma, 23 arter, kanske även arten med det tillfälliga namnet Theloderma moloch.